# Namakanje
Namakanje je umetno dodajanje vode v zemljo za potrebe kmetovanja. Uporablja se za pomoč pri rasti kulturnih rastlin v suhih območjih in obdobjih leta, ko je padavin premalo za normalno rast. Poleg tega tudi varuje pred zmrzaljo,
preprečuje rast nekaterih plevelov in preprečuje zbijanje prsti. Sorodna dejavnost je drenaža, ki se ukvarja z naravnim ali umetnim odvodnjavanjem. 
Zgodovina namakanja sega sodeč po arheoloških najdbah v 6. tisočletje pr. n. št. na ozemlju Mezopotamije in današnjega Egipta ter Irana, kjer so gojili ječmen. Namakanje je ena od ključnih iznajdb, ki je omogočila hiter napredek kmetijstva in velja za pomemben mejnik v zgodovini kmetijstva.
Danes je namakanje splošno razširjena metoda za povečevanje oz. omogočanje pridelka in v povezavi z intenzifikacijo kmetijstva vzrok več okoljskih problemov. Sodobni motorji so sposobni črpati vodo iz vodonosnikov hitreje kot ta priteka, kar povzroča izsuševanje, posedanje tal in povečevanje slanosti vode, v kombinaciji z gnojenjem pa tudi organsko onesnaževanje in s tem evtrofikacijo vodnih teles.

## Tehnike
Najenostavnejša in tudi najstarejša tehnika je površinsko namakanje, kjer s pomočjo sistema jarkov, nasipov in zapornic usmerijo vodo preko obdelovalnih površin. To metodo imenujemo tudi poplavno namakanje, saj voda nasiči ali celo poplavi zemljo. Ta način je izvedljiv samo na ravnih površinah, zato v ta namen v bolj hribovitih delih sveta delajo obdelovalne površine v terasah.
Pri namakanju z oroševanjem se voda pod visokim pritiskom usmeri iz zajetja skozi cevi in brizga iz škropilnikov, razporejenih v določenem vzorcu. Škropilniki so lahko statični ali premični. Slaba stran sistema je velika poraba vode, saj je omočena tudi zemlja med vrstami posevkov kjer ni rastlin, z večje površine pa tudi hitreje izhlapeva.
Za najučinkovitejšo metodo velja kapljično namakanje, pri katerem se voda pod nizkim pritiskom usmeri skozi cevi do množice šob, razporejenih ob vsaki sadiki posebej, iz katerih počasi kaplja. To omogoča večji nadzor nad porabo in razporeditvijo vode, manjšo porabo energije in dodajanje raztopljenih gnojil (t. i. »fertigacijo«). Slaba stran te metode je možnost mašenja šob če voda ni dovolj čista, kar povzroči hitro odmiranje rastlin pod zamašenimi šobami, saj le-te pri tako lokalnem viru vode razvijejo koreninski sistem na manjši površini.
Vmesna stopnja je namakanje z mikrorazpršilci, ki delujejo pod nižjim pritiskom kot pri klasičnem namakanju z oroševanjem in imajo manjši doseg. Tudi pri tej metodi obstaja možnost dodajanja gnojil.

## Zgodovina
Že v 6. tisočletju pr. n. št. so na ozemlju Mezopotamije in današnjega Egipta ter Irana gojili ječmen na območjih, kjer je količina padavin premajhna za rast te poljščine. Arheološka izkopavanja so razkrila ostanke sistemov jarkov za namakanje. Ne dosti mlajši so najstarejši ostanki namakalnih sistemov v Novem svetu, natančneje v dolini Zana v perujskih Andih, ki jih datirajo v 4. tisočletje pr. n. št. Indska civilizacija je razvila zapleten sistem rezervoarjev za poplavno namakanje v današnjem Pakistanu in Severni Indiji okrog leta 3000 pr. n. št., ki so ga okrog 2600 pr. n. št. izboljšali še z obsežnim omrežjem kanalov, kar je omogočilo intenzivno poljedelstvo. Arheološki ostanki dokazujejo, da je egipčanski faraon Amenemhet III. okrog leta 1800 pr. n. št. uporabil jezero v oazi Fajum kot rezervoar za shranjevanje presežkov vode po vsakoletnem poplavljanju Nila, ki so jih nato uporabljali v sušni sezoni.
Kanati, ki so jih razvili v antični Perziji pred približno 2800 leti, so med najstarejšimi namakalnimi metodami, ki so še danes v uporabi v Aziji, na Bližnjem vzhodu in v Severni Afriki. Sistem sestavlja omrežje navpičnih vodnjakov in položnih tunelov izvrtanih v pobočja pečin oz. strmih hribov do podtalnice. Približno toliko so stara vodna kolesa z lončenimi posodami s pogonom na vodni tok ali vlečne živali, ki so jih uporabljali rimski naseljenci v Severni Afriki.
Prvi popolnoma umetni rezervoarji so bili zgrajeni za potrebe namakanja pred približno 2300 leti na Šrilanki, ki je znana po kompleksnih namakalnih sistemih. Vodni zbiralniki v antični Šrilanki so bili v uporabi še več kot tisočletje kasneje na račun njihove natančne izdelave in stojijo še danes. Še nekoliko starejši so prvi hidravlični sistemi s Kitajske, ki so v kombinaciji s podzemnimi kanali predstavljali osnovo za ogromne namakalne projekte. V 2. stoletju pr. n. št., v obdobju Dinastije Han, so Kitajci že uporabljali verižne črpalke za dvigovanje vode, s pogonom na nožna pedala, hidravlična vodna kolesa ali vlečne živali. Merilnik količine vode so iznašli leta 1441 v Koreji in ga vgradili po vsej državi v rezervoarje, kar je omogočilo natančnejši pregled nad razporeditvijo vode.

## Današnja razširjenost
V začetku 21. stoletja je bilo po vsem svetu za namakanje opremljenih 2.788.000 km² kmetijskih površin, od tega več kot dve tretjini v Aziji, 17% v Amerikah, 9% v Evropi in 5% v Afriki. Največje intenzivno namakane površine so v Severni Indiji in Pakistanu ob rekah Ganges ter Ind in na Kitajskem v dolinah rek Hai He, Huang He ter Jangce. Omembe vredna namakalna območja so še porečje Nila v Egiptu in Sudanu ter sistem Misisipi-Misuri v ZDA. Manjša namakalna območja se razprostirajo v skoraj vseh naseljenih predelih sveta. Zaradi pretiranega izkoriščanja je ogrožena pridelava hrane v več teh predelih.

### Namakanje v Sloveniji
V Sloveniji zaradi zadostne količine padavin namakanje ni zelo razširjeno. Uradno registriranih je približno 15.000 ha namakalnih površin, predvsem za potrebe sadjarstva in zelenjadarstva. Večinoma se za namakanje uporabljajo večji površinski vodotoki (reke), v ta namen pa so zgrajene tudi akumulacije Požeg, Trnavca, Vogršček in Vanganel.